# 伊藤賢一
伊藤 賢一（いとう けんいち、1971年11月20日 - ）は、日本のギタリスト。埼玉県出身。

## 来歴
- 1996年から2000年までボーカル黒田倫弘、キーボード浅倉大介とのユニットIcemanのギタリストとして活動。
- 1999年から2001年まで浅倉大介とのユニットMad Soldiersとしてコタニキンヤを共同プロデュース。
- 並行してT.M.Revolution、藤井隆、木村由姫、pool bit boysなど浅倉大介がプロデュースするアーティストの楽曲にコーラスやギタリストとして参加。また、小田桐向現名義で木村由姫、pool bit boys等へ楽曲提供を行う。
- 2000年から2004年までボーカル黒田大地（D.K）とのユニットThe Seekerのギタリストとして活動。
- 2002年より並行してソロ活動を開始。
- 2004年はボーカル泉見洋平、ベース水江慎一郎、ドラム水江英樹とのバンドENDORPHIN-MACHINEのギタリストとして活動。
- 2006年よりボーカル黒田倫弘、ベース石橋政徳、ドラム水江英樹とのバンドSCARECROWのギタリストとして活動。
- 2016年より浅倉大介のライブに、ゲストギタリストとして参加する。

## ディスコグラフィ

### シングル
|      | 発売日         | タイトル          | 最高位 |
| ---- | -------------- | ----------------- | ------ |
| 1st  | 2003年6月21日  | I NOVEL 〜Page1〜 | －     |
| 2nd  | 2003年7月21日  | I NOVEL 〜Page2〜 | －     |
| 3rd  | 2003年8月23日  | I NOVEL 〜Page3〜 | －     |
| 4th  | 2003年9月27日  | I NOVEL 〜Page4〜 | －     |
| 5th  | 2003年10月25日 | I NOVEL 〜Page5〜 | －     |
| 6th  | 2003年12月13日 | I NOVEL 〜Page6〜 | －     |
| 7th  | 2004年2月7日   | I NOVEL 〜Page7〜 | －     |
| 8th  | 2004年8月28日  | End of Summer     | －     |
| 9th  | 2005年4月1日   | I NOVEL 〜Page8〜 | －     |
| 10th | 2005年6月5日   | I NOVEL 〜Page9〜 | －     |
| 11th | 2005年11月20日 | I NOVEL 〜ZERO〜  | －     |
| 12th | 2009年6月14日  | TIME MACHINE      | －     |
| 13th | 2012年4月20日  | Raindrops         | －     |
| 14th | 2014年10月20日 | Again             | －     |

### アルバム
|     | 発売日         | タイトル                       | 最高位 |
| --- | -------------- | ------------------------------ | ------ |
| 1st | 2004年3月27日  | I NOVEL 〜KHAOS ON THE BEACH〜 | －     |
| 2nd | 2006年2月11日  | Requiem to a Machine           | －     |
| 3rd | 2006年7月29日  | I NOVEL 10                     | －     |
| 4th | 2010年12月15日 | THE REX                        | －     |
| 5th | 2011年7月12日  | REGOLITHの街                   | －     |

## ユニット

### Iceman
詳細はIcemanを参照。

### Mad Soldiers
詳細はMad Soldiersを参照。

### The Seeker
詳細はThe Seekerを参照。

### ENDORPHIN-MACHINE
シングル
- Be Myself Be Yourself（2004年7月31日）
- THE SUPER STAR（2004年9月23日）

### SCARECROW
詳細はSCARECROWを参照。

## 楽曲提供
個人名義。Mad Soldiersとしての提供曲は該当記事を参照。
- OHA-ガール グレープ
  - 「おは!おは!ザ・ワールド」（作詞）
- 木村由姫
  - 「Deep Sky Heart」（作詞）
  - 「My Favourite World」（作詞）
  - 「First Graduation」（作曲）
  - 「Halloween Dream」（作詞・作曲）
  - 「Under the Rainbow」（作詞・作曲）
  - 「憂凪 〜YU-NAGI〜」（作詞・作曲）
  - 「i 〜crossin' the star〜」（作詞）
- コタニキンヤ.
  - 「閃光未来」（作詞・作曲）
  - 「無限Diamond」（作詞・作曲）
  - 「Mr Party.」（作詞・作曲）
- pool bit boys
  - 「Scarletの憂鬱」（作詞）
  - 「Hallelujah」（作詞）
  - 「Sound Track」（作詞・作曲）
  - 「TECHNO DRIVE」（作詞・作曲）

## 映像作品

### DVD
- TELEVISION-I～脳内妄想具現化劇場～
- LIVE TOUR 2005
- KENICHI ITO “I”NOVEL DOCUMENT 2006.7.29/2006.9.16
- Spin Off 515
- KENICHI ITO SOLO LIVE 2012 February